# Monumento conmemorativo de la Guerra de Corea de Filadelfia
El Monumento conmemorativo de la Guerra de Corea de Filadelfia (en inglés, Memorial de la Guerra de Corea de Filadelfia) en Penn's Landing en Filadelfia se dedicó inicialmente el 22 de junio de 2002 y se volvió a dedicar formalmente el Día de los Caídos, el 28 de mayo de 2007, después de que se completó el trabajo adicional. Cada nombre de los más de 600 militares que murieron en acción o que figuran como desaparecidos en acción durante la guerra de Corea de los condados de Bucks, Chester, Delaware, Montgomery y Filadelfia están grabados en el monumento. Los servicios del Día de los Veteranos y el Día de los Caídos se llevan a cabo en el lugar anualmente.
El monumento está ubicado en Korean War Memorial Park en el vecindario de Society Hill, aproximadamente 1 km del Salón de la Independencia. El parque limita al sur con Spruce Street, al norte con Dock Street, al este con el bulevar Cristóbal Colón a lo largo de Penn's Landing y al oeste con 38th Parallel Place. La Interestatal 95 pasa por debajo de la parte este del parque, mientras que el monumento se encuentra en la sección oeste.
El monumento es propiedad de la ciudad de Filadelfia y está alquilado a una organización sin fines de lucro llamada Friends of the Philadelphia Korean War Memorial, que tiene su sede en la ciudad.

## Diseño
El monumento fue diseñado por Jirair Youssefian de Vitetta Architects and Engineers en 1992. Después de una década de planificación y recaudación de fondos, junto con trabajos de limpieza y construcción realizados por J. J. White Inc., la mayor parte del monumento se terminó en junio de 2002. El resto del diseño completo se construyó en 2007 después de obtener financiación adicional.
La parte central del memorial incluye cuatro columnas de 5 m revestidas de granito negro que enumeran todas las bajas (muertos en combate, desaparecidos en combate o tomados como prisioneros de guerra pero que nunca regresaron y se presume que murieron) de cada año de los cuatro años de conflicto (1950-1953). El monumento también cuenta con seis monolitos revestidos de granito con información grabada con chorro de arena en las superficies, incluidas las principales unidades involucradas en la guerra, eventos y batallas específicos, mapas de las cuatro fases de la guerra, fotografías grabadas con láser y marcadores en honor a otros participantes como el enfermeras de la guerra de Corea. Una estatua de bronce titulada The Final Farewell del artista Lorann Jacobs se agregó al sitio en 2007, junto con paisajismo adicional y adoquines de granito para crear una nueva plataforma para todo el monumento.

## Galería

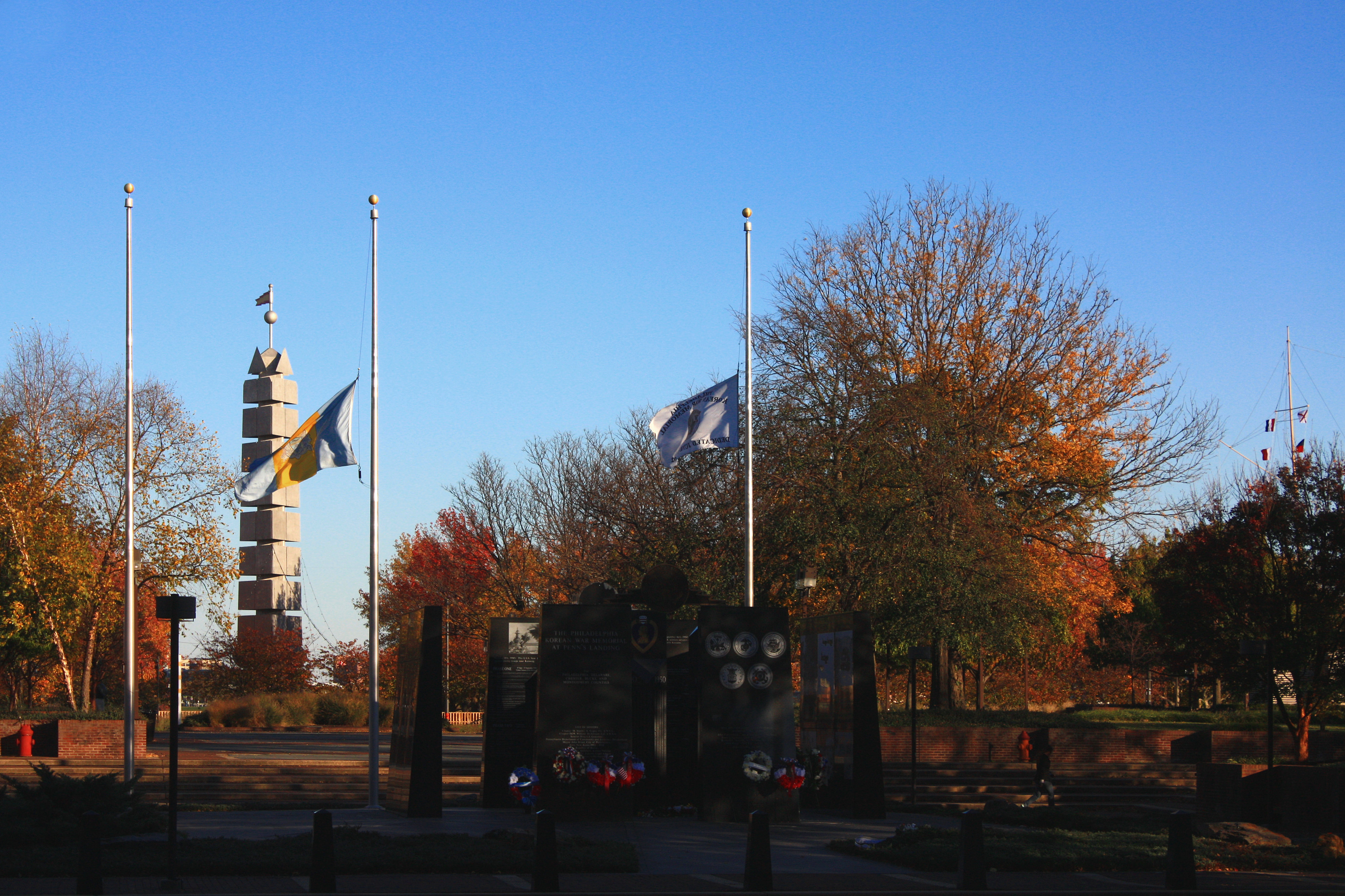
Vista general desde el oeste
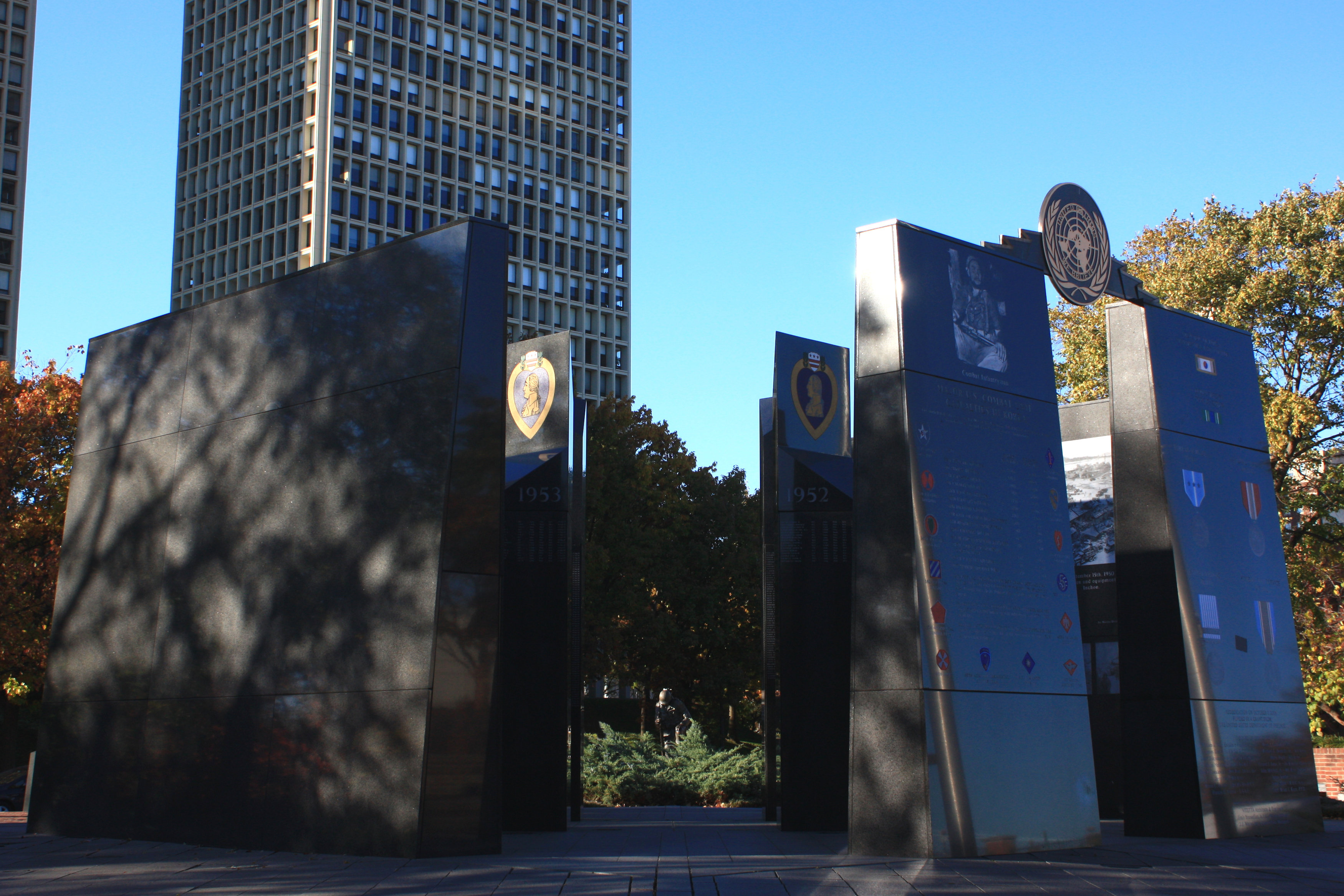
Vista desde el sureste
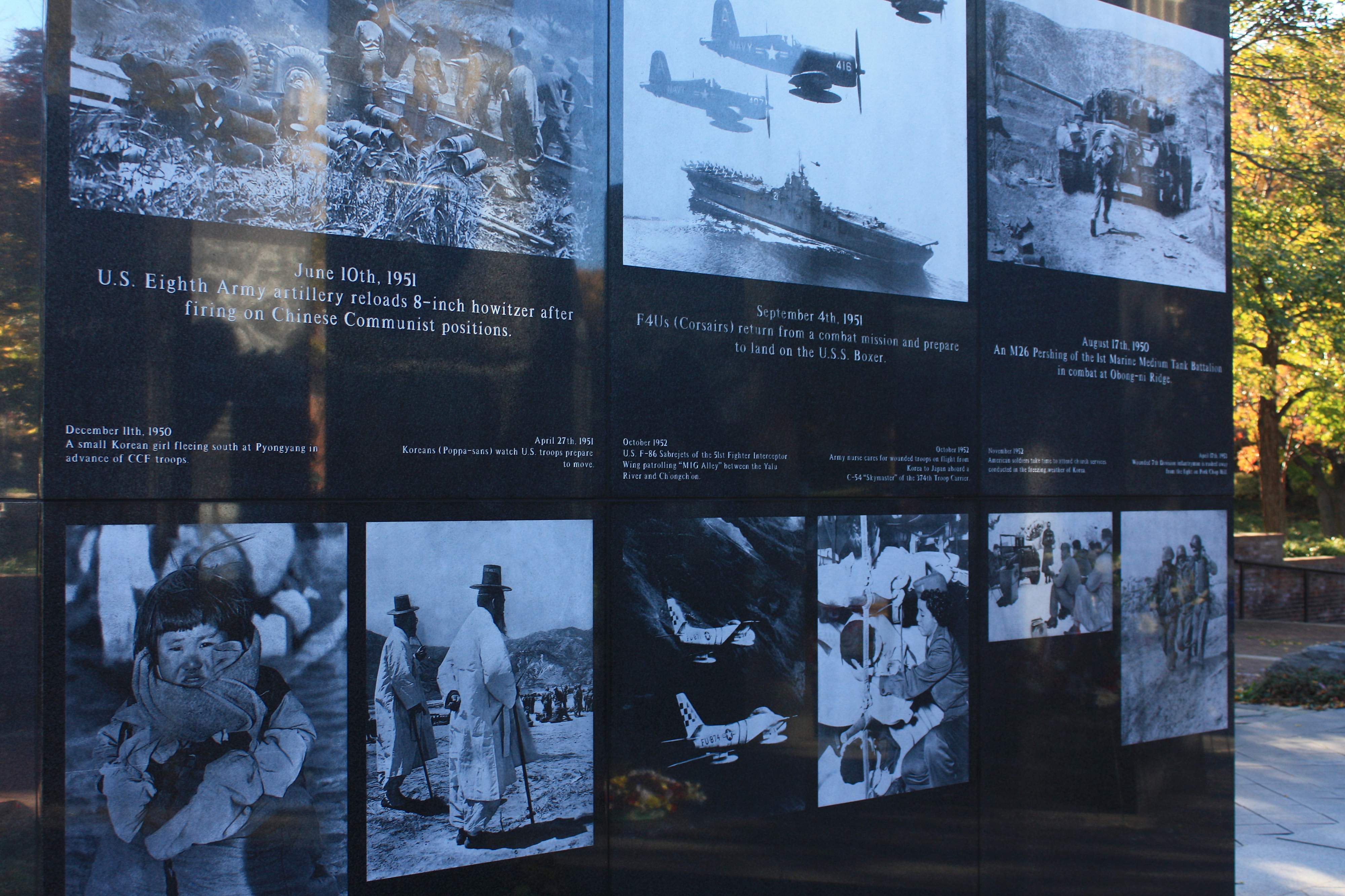
Panel de la imagen sur
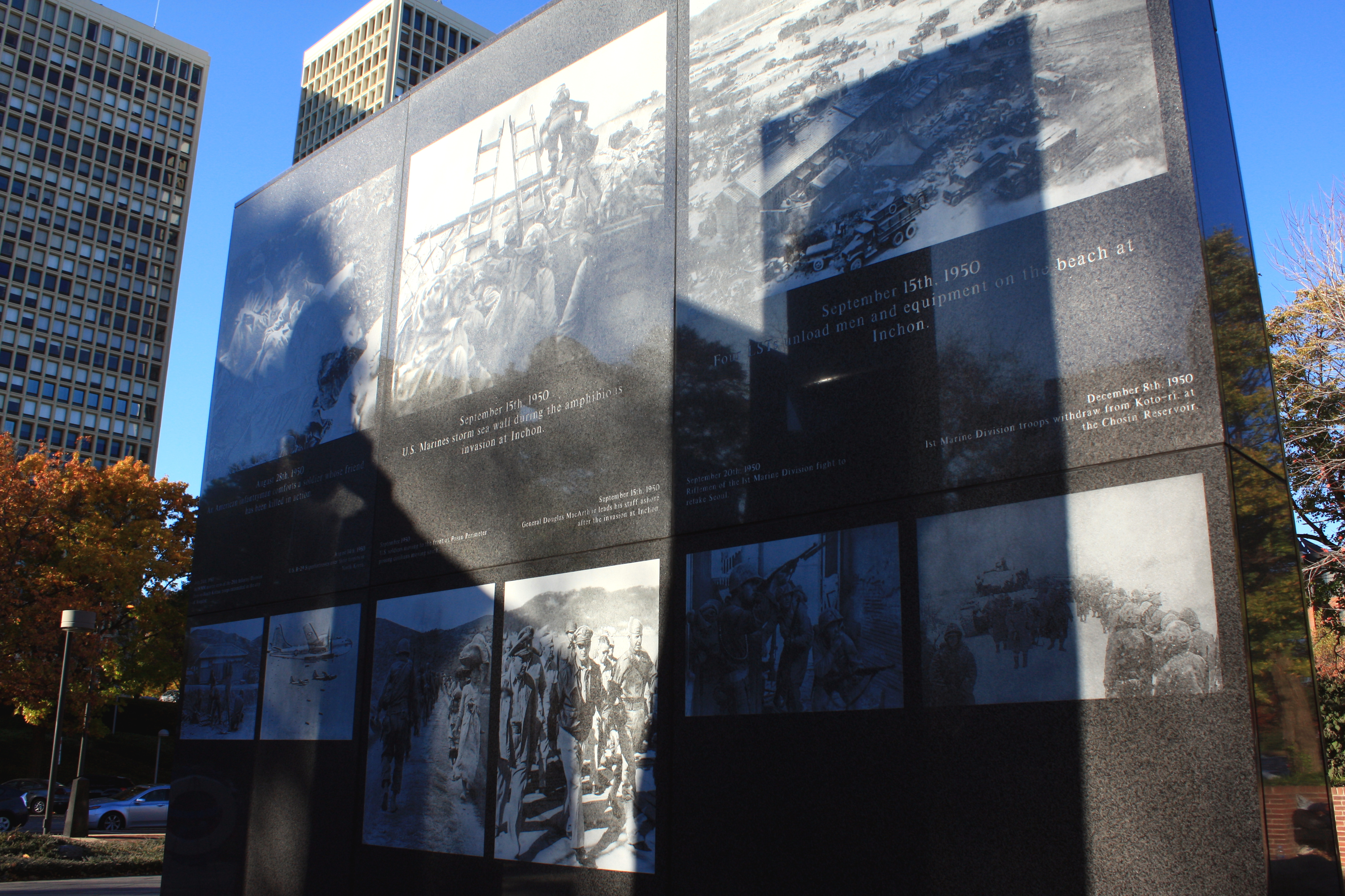
Panel de la imagen norte